# NGC 5616
NGC 5616 (również PGC 51448 lub UGC 9231) – galaktyka spiralna z poprzeczką (SBbc), znajdująca się w gwiazdozbiorze Wolarza. Odkrył ją William Herschel 1 maja 1785 roku.